# Установка для поиска транзиентов имени Цвикки
Установка для поиска транзиентов имени Цвикки (англ. Zwicky Transient Facility) — широкоугольный астрономический обзор неба с применением новой камеры, подключенной к телескопу имени Самуэля Ошина в Паломарской обсерватории. Начавшийся в 2018 году, обзор заменил собой Palomar Transient Factory (2009—2017). Назван в честь астронома Фрица Цвикки.

## Описание
ZTF проводит наблюдение в видимом и инфракрасном диапазонах и предназначен для обнаружения объектов, быстро изменяющих яркость, например сверхновых звёзд, гамма-вспышек и столкновения нейтронных звезд, а также подвижных объектов, таких как кометы и астероиды. Камера состоит из 16 ПЗС-матриц 6144 × 6160 пикселей каждая, что позволяет во время каждой экспозиции охватывать площадь 47 квадратных градусов. ZTF предназначен для получения изображения всего северного неба каждые три ночи и сканирования плоскости Млечного Пути дважды каждую ночь до предельной звёздной величины 20,5. Ожидается, что объём данных, созданных ZTF, будет в 10 раз больше, чем у его предшественника, Intermediate Palomar Transient Factory. Большие данные ZTF позволяют ему выступать прототипом для Обсерватории имени Веры Рубин, которая, как ожидается, заработает в полном объёме в 2023 году и будет собирать в 10 раз больше данных, чем ZTF.
Первые наблюдения проведены 1 ноября 2017 года. О первых результатах проекта ZTF сообщили 7 февраля 2018 года, когда был обнаружен небольшой околоземный астероид 2018 CL группы Атона.

## Открытия
- 9 мая 2019 года ZTF обнаружил свою первую долгопериодическую комету C/2019 J2 (Palomar)[11]
- В архиве ZTF от 13 декабря 2018 было найдено изображение межзвёздной кометы 2I/Борисова, полученное за восемь месяцев до её открытия[12][13]
- В изображениях ZTF была обнаружена катаклизмическая переменная ZTF J1813+4251[англ.], двойная звезда с периодом менее 1 часа[14]
- 4 января 2020 года был открыт астероид (594913) ꞌAylóꞌchaxnim, орбита которого полностью лежит внутри орбиты Венеры. Большая полуось его орбиты составляет 82,5 млн км (0,551 а.е.), а эксцентриситет — 0,17755. Это первый такой объект: все известные астероиды группы Атиры в своей афелии находятся от Солнца дальше, чем Венера в своём перигелии
- 2 марта 2022 года с помощью ZTF обнаружили долгопериодическую комету C/2022 E3 (ZTF) из облака Оорта[15].